# یابلونوو
یابلونوو (به چکی: Jabloňov) یک منطقهٔ مسکونی در جمهوری چک است که در ناحیه ژدار ناد سازاووو واقع شده‌است. یابلونوو ۸٫۸۴ کیلومتر مربع مساحت و ۳۴۹ نفر جمعیت دارد و ۴۹۶ متر بالاتر از سطح دریا واقع شده‌است.